# Mojolicious
Mojolicious ist ein Webframework für einfache und komplexe Webanwendungen, entwickelt von Sebastian Riedel, einem der ursprünglichen Autoren des Webframeworks Catalyst. Es ist in Perl geschrieben und unter der Artistic License als freie Software verwendbar. Riedel entwickelte Mojolicious aufgrund seiner Erfahrungen mit dem vorhergehenden Projekt Catalyst. Die Dokumentation für das Framework wurde teilweise von der Perl Foundation finanziert.
Mojolicious kann auf jedem der zahlreichen Betriebssysteme eingesetzt werden, auf denen Perl läuft. Es kann direkt vom CPAN installiert werden.

## Features
- bietet mit Mojolicious::Lite einen vereinfachten Betrieb mit nur einer Programmdatei[6]
- Unterstützt REST, Plugins, Perl als Templatesprache (sowohl Mason als auch Template-Toolkit), Sessions, signierte Cookies, Unicode
- Portables objektorientiertes Perl-API, keine Systemvoraussetzungen außer Perl 5.10.1. (Empfohlen wird 5.14+, optionale CPAN-Module werden, falls installiert, zur Erweiterung der Funktionalität verwendet.)
- Unterstützung von HTTP und WebSocket,[7] Client-Server-Modell, IPv6, TLS, IDNA, Comet (long polling), chunked transfer encoding und MIME.
- Nichtblockierender Webserver, unterstützt libevent.[8]
- Erkennt automatisch CGI und PSGI.
- Parser für JSON, HTML5 und XML mit Unterstützung für CSS3-Selektoren.